# استان سیه‌گو ده آویلا
استان سیه‌گو ده آویلا (به اسپانیایی: Ciego de Ávila Province) یک استان‌های کوبا در کوبا است که در کوبا واقع شده‌است.

## خصوصیات
استان سیه‌گو د آویلا ۶٬۹۴۶٫۹۰ کیلومترمربع مساحت و ۴۲۲٬۵۷۶ نفر جمعیت دارد.